# Singelmann
Singelmann ist ein deutscher Familienname und ist auf den Herkunfts- und Wohnstättennamen zurückzuführen.
Der Ursprung dieses Namens ist der Familienname Zingelmann. Zingelmann kommt von „einer der an der oder auf der oder in der Zingel wohnt“. Als Zingel bezeichnete man die äußere Befestigung einer Burganlage oder Stadt (von umzingeln), und „mann“ steht für jemand oder jemanden.

## Varianten und Verbreitung
Im Laufe der Jahrhunderte wechselte die Schreibweise der Familiennamen oft willkürlich, besonders auch unter dem Einfluss der Mundarten, so dass bei manchen Namen Dutzende von Schreibformen festzustellen sind.
Aus der ursprünglichen Bezeichnung Zingelmann wurde die Variante Singelmann. Daraus entstand der Familienname Sengelmann.
Auch die Familiennamen Zingeler und Zingler sind Varianten des Namens Zingelmann.

## Quelle
- Namensstudie in Briefform von Friedrich Stichert (Namensuntersuchung Nr. 2 / 1941)